# (14148) Jimchamberlin
(14148) Jimchamberlin (1998 SO45) – planetoida z pasa głównego asteroid okrążająca Słońce w ciągu 3,59 lat w średniej odległości 2,34 j.a. Odkryta 25 września 1998 roku.